# Lipom
Lipom (lat. lipoma) benigni je tumor građen od zrelog masnog tkiva. 

## Klasifikacija
Prema klasifikaciji mekotkivnih tumora Svjetske zdravstvene organizacije spada u skupinu dobroćudnih tumora masnog tkiva u koju spadaju:
- Lipom
- Lipomatoza
- Lipomatoza živca
- Lipoblastom
- Angiolipom
- Miolipom
- Kondroidni lipom
- Ekstrarenalni angiomiolipom
- Ekstraadrenalni mijelolipom
- Lipom vretenastih stanica
- Pleomorfni lipom
- Hibernom

## Lokalizacija
Uobičajeni tip lipoma može se razviti u potkožnom masnom tkivu (površno smješteni ili superficijalni lipom) ili u doboko smještenom masnom tkivu (duboko smješteni lipom) ili čak na površini kostiju (paraostealni lipom). Duboko smješteni lipomi koji nastaju između mišićnih vlakana skeletnih mišića nazivaju se intra- ili intermuskularnim lipomima Razvoj lipoma u području šake, potkoljenice i stopala je rijetkost

## Izgled i mikroskopska građa
Kirurški odstranjeni lipom dobro je ograničen, žute boje, nalik na zrelo masno tkivo odrasle osobe. Veličina lipoma je različita, oni koji su smješteni površno, obično su promjera < 5 cm, dok su duboko smješteni lipomi obično promjera > 5 cm. Različiti histološki tipovi makroskopski su slična izgleda, no ovisno o tipu, u nekima se može uočiti stvaranje kosti ili sivkasta prozirna područja nalik hrskavici. Intra- i intermuskularni lipomi često na rubu sadrže sloj mišićnog tkiva
S obzirom na mikroskopsku (histološku) građu, postoji nekoliko tipova lipoma
- Uobičajeni lipom je građen od režnjića zrelih masnih stanica (adipocita). Ponekad tumorsko tkivo sadrži područja stvaranja kosti (osteolipoma), hrskavice(chondrolipoma), obilnog vezivnog tkiva (fibrolipoma) ili sluzavog (miksoidnog) tkiva (myxolipoma). Intramuskularni lipom može biti dobro ograničen od okolnog mišića, ili se češće uvlači između mišićnih vlakana koja mogu biti atrofična.

## Prevalencija
Lipom je najčešći tumor mekih tkiva, i nalazi se u oko 1% opće populacije. Ovi tumori se obično nalaze u odraslih osoba u dobi od 40 do 60 godina, ali se mogu razviti i u djece. Lipomi su obično pojedinačni, no u oko 5% bolesnika se nalazi veći broj ovih tumora. 

## Uzroci
Uzrok nastanka lipoma, kao i drugih mekotkivnih tumora je nepoznat. Slučajevi razvoja višestrukih (multiplih) lipoma su rijetkost i povezani su s nasljednim čimbenicima. 

## Simptomi
U većini slučajeva lipomi su bezbolne izrasline koje se uočavaju zbog povećavanja, i bez nekih drugih simptoma. Na opip su mekani, pomični u odnosu na okolinu i bezbolni (osim ako nisu pritisnuli neki živac u blizini). 

## Liječenje
Lipomi se liječe kirurški, ekscizijom (izrezivanjem). Zahvat je obično moguće obaviti u lokalnoj anesteziji, jedino je kod većih i dublje smještenih tumora potrebna opća anestezija.

## Vanjske poveznice
|  | Zajednički poslužitelj ima još gradiva o temi Lipom                           |
|  | Zajednički poslužitelj ima još gradiva o temi Ultrazvučne snimke lipoma dojke |

|  | Molimo pročitajte upozorenje o korištenju medicinskih informacija. Ne provodite liječenje bez savjetovanja s liječnikom! |